# Biblioteca nacional (programa de televisión)
Biblioteca Nacional fue un programa de televisión, emitido por TVE.

## Formato
Espacio cultural de un año de duración, aparecido en Televisión Española en 1982 y dirigido por Fernando Sánchez Dragó, quien declaró como objetivo «demostrar que el mundo del libro puede resultar tan interesante e inclusive tan apasionante para el español de nuestros días como se lo parecen el mundo del disco, del balón, del toro, del espectáculo o de la política».
No sería la primera ni la última experiencia televisiva del escritor, pues a Biblioteca Nacional precedió Encuentros con las artes y las letras y seguirían Negro sobre blanco o El Faro de Alejandría, entre otros.